# Fanny Hill (TV-serie)
Fanny Hill är en brittisk TV-serie från 2007 producerad av BBC och som baseras på John Clelands kontroversiella roman med samma namn. TV-serien skrevs av Andrew Davies och regisserades av James Hawes. 

## Skådespelare
- Rebecca Night som Fanny
- Alex Robertson som Charles
- Alison Steadman som Mrs Brown
- Hugo Speer som Mr H
- Samantha Bond som Mrs Coles
- Carli Norris som Phoebe
- Joanna Miller som Emma
- Richard Riddell som William
- Philip Jackson som Mr Crofts
- Edward Hardwicke som Mr Goodyear

## Mottagande
Det första avsnittet av Fanny Hill sågs av 1,1 miljoner tittare, vilket då var tittarrekord för BBC Four.  